# Cájar
Cájar és un municipi situat en la part central de la Vega de Granada (província de Granada), a uns 6 km de la capital.
És el municipi més petit per superfície de tota la Comunitat Andalusa, i un dels més petits d'Espanya, pel que la seva densitat de població és de les més altes.